# John Parlett
John Parlett (19. dubna 1925 Bromley – 6. března 2022) byl britský atlet, běžec, který se věnoval středním tratím, mistr Evropy v běhu na 800 metrů z roku 1950.
Zúčastnil se olympiády v Londýně v roce 1948, kde doběhl osmý ve finále běhu na 800 metrů. O dva roky později se stal v Bruselu na této trati mistrem Evropy. Ve stejné sezóně zvítězil v závodě na 880 yardů na Hrách Commonwealthu.